# IC 4516
IC 4516 је елиптична галаксија у сазвјежђу Волар која се налази на листи објеката дубоког неба у Индекс каталогу.
Деклинација објекта је + 16° 21' 21" а ректасцензија 14h 54m 23,4s. Привидна величина (магнитуда) објекта IC 4516 износи 13,4 а фотографска магнитуда 14,4. IC 4516 је још познат и под ознакама UGC 9587, MCG 3-38-49, CGCG 105-64, DRCG 30-15, 3C 306, NPM1G +16.0409, PGC 53274.